# Cortaderia selloana
Cortaderia selloana
(Schult. & Schult.f.) Asch. & Graebn. là một loài thực vật có hoa trong họ Hòa thảo. Loài này được (Schult.) Asch. & Graebn. mô tả khoa học đầu tiên năm 1900. 

## Hình ảnh

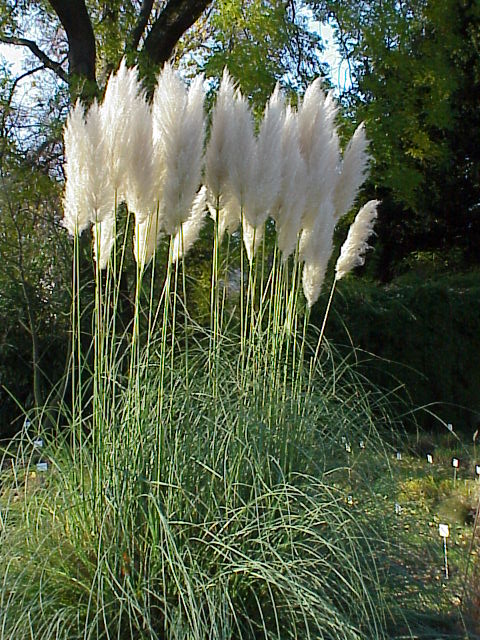
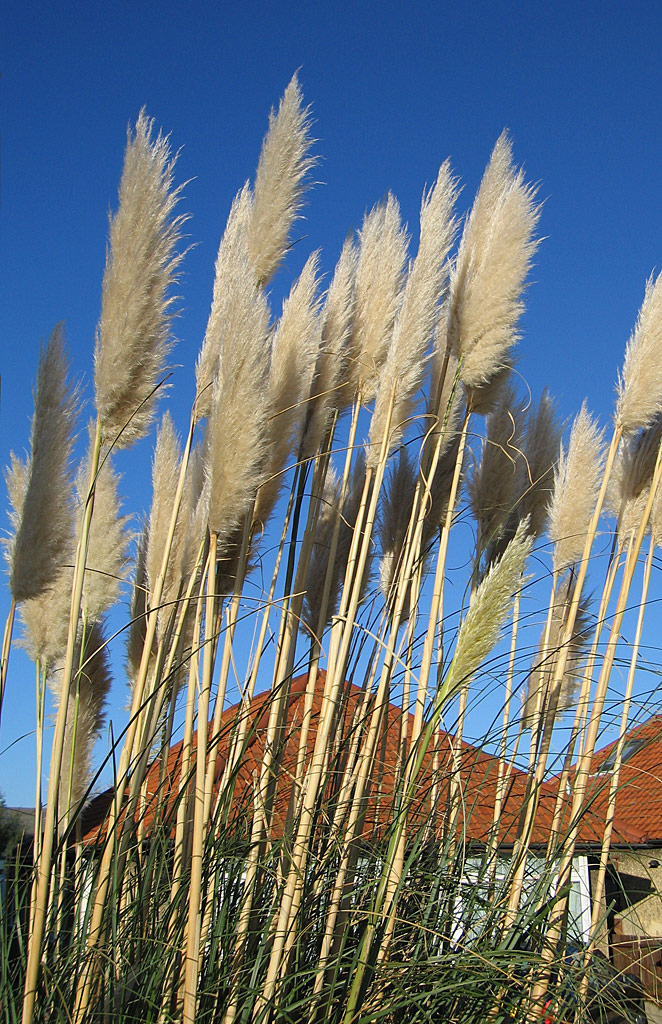
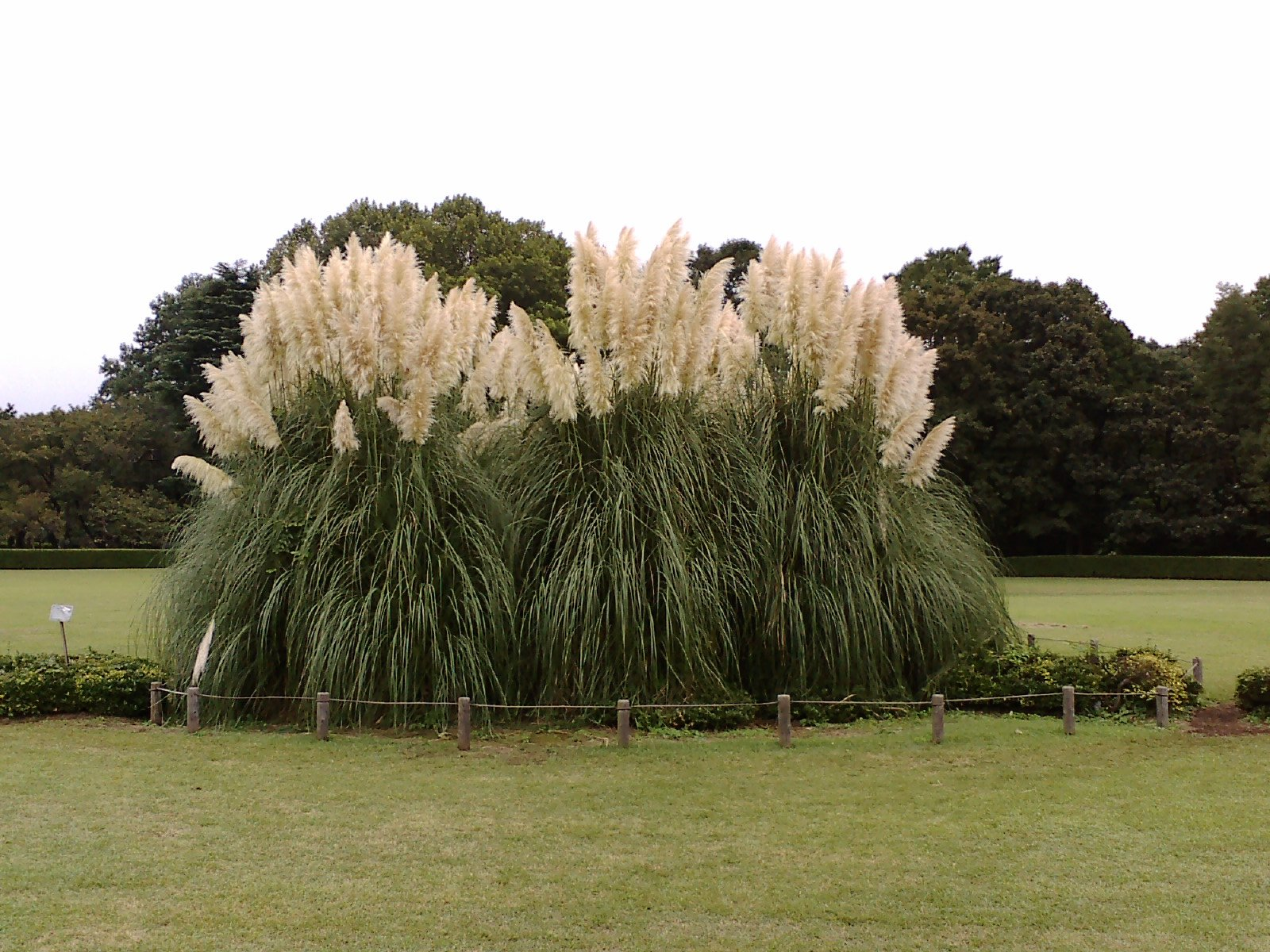
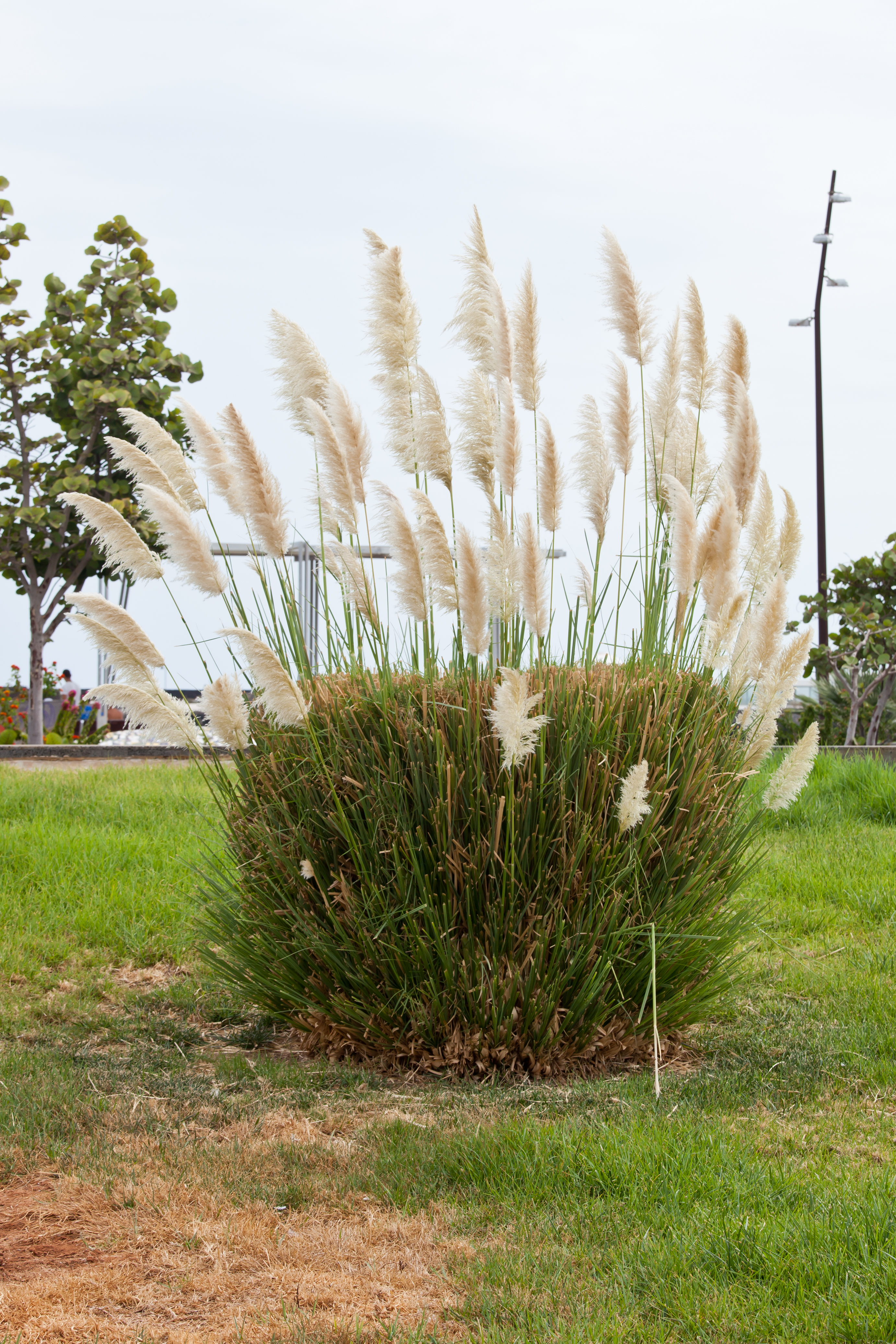